# Caixa d'água de ferro
A Caixa d'Água de Ferro ou conhecida por Caixa d'Água de São Brás é uma infraestrutura urbana edificada localizada no Conjunto Arquitetônico e Paisagístico do Mercado de São Braz, na cidade brasileira de Belém (estado do Pará). Por sua importância histórico-cultural, foi tombada em conjunto com o Mercado de São Braz como patrimônio cultural do estado do Pará, pelo DPHAC, em 1982.

## Descrição
A Caixa d'Água de Ferro hoje parte do Conjunto Arquitetônico e Paisagístico do Mercado de São Braz foi construída em ferro fundido e abasteci de água a cidade de Belém e também a estação ferroviária (quando esta foi construída - à posteriori da Caixa d'Água). Além disso, esta caixa d'água também constituía um marco visual na paisagem da cidade, sendo utilizada como ponto de orientação pelos moradores.

## Tombamento
O Conjunto Arquitetônico e Paisagístico do Mercado de São Braz e da Caixa d'Água de Ferro foi tombado como patrimônio cultural do estado do Pará, pelo Departamento de Patrimônio Histórico Artístico e Cultural do Estado do Pará (DPHAC), em 02 de julho de 1982.